# Roman Socha
Roman Socha (ur. 16 marca 1964) – polski siatkarz, występujący na pozycji przyjmującego.

## Kariera
Jest wychowankiem Górnika Kazimierz. Grał również w seniorskiej kadrze tego klubu. W 1989 roku awansował z Górnikiem Kazimierz do I ligi. W 1992 roku został siatkarzem Płomienia Sosnowiec po połączeniu tego klubu z Górnikiem Kazimierz. Ogółem w najwyższej klasie rozgrywkowej w barwach Górnika Kazimierz i Płomienia wystąpił w 69 spotkaniach. W 1993 roku przeszedł do Warty Zawiercie. Po rozwiązaniu zawierciańskiego klubu w 1995 roku został zawodnikiem Okocimskiego Brzesko. Na dalszym etapie kariery występował również w AZS Katowice, Beskidzie Andrychów i Kłosie Olkusz. Był również trenerem Kłosa.